# سیارک ۵۰۴۴
سیارک ۵۰۴۴ (به انگلیسی: 5044 Shestaka، نامگذاری:1977QH4) پنج هزار و چهل و چهارمین سیارک کشف شده‌است که در ۱۸ اوت ۱۹۷۷ کشف شد.
قدر مطلق سیارک برابر ۱۳٫۳۰ است.